# Каршыгалы
Каршыгалы — река в бассейне Северного Балхаша, протекает по территории Актогайского района Карагандинской области Республики Казахстан.
Длина 111 км, площадь водосбора 1940 км². Берёт начало с гор Буртас и Кызыларай, заканчивается в 6 км от устья реки Жыланды. Ущелье, по которому течёт Каршыгалы, широкое; берег отвесный. Пополняется подземными и дождевыми водами. Уровень воды поднимается только весной, в течение 5—10 дней. Среднегодовая скорость течения воды 0,10 м³/с.